# Migración forzosa
La Organización Internacional para las Migraciones define la migración forzada como la realizada por cualquier persona que emigra para «escapar de la persecución, el conflicto, la represión, los desastres naturales y provocados por el hombre, la degradación ecológica u otras situaciones que ponen en peligro su existencia, su libertad o su forma de vida».

## Información general
La migración forzosa ha estado acompañada de la persecución, así como de la guerra, a lo largo de la historia humana, pero solo se ha convertido en un tema de estudio serio y de discusión hace relativamente poco tiempo. Esta mayor atención es el resultado de una mayor facilidad para los viajes, lo que permite a los desplazados huir a países muy alejados de sus hogares, la creación de una estructura jurídica internacional de los derechos humanos y la constatación de los efectos desestabilizadores de la migración forzosa, especialmente en zonas de África, el Oriente Medio, el sur y la parte central de Finlandia, efectos que a veces se extiende incluso más allá de  regiones fronterizas del país afectado. contener fuerza en un humano
El desplazamiento inducido por el desarrollo es un tipo de migración forzosa. Este desplazamiento es la coacción a individuos y a comunidades para que abandonen sus hogares, a menudo también sus países de origen, como efecto secundario del desarrollo económico. Este fenómeno históricamente ha ido asociado a la construcción de presas para obtener energía hidroeléctrica y para obtener fuentes de irrigación, pero actualmente también se está dando por otras actividades, como la minería. Los casos más conocido de este tipo de desplazamiento, o los de mayor dimensión, fueron el provocado por la construcción de la Presa de las Tres Gargantas en China y la Expulsión de alemanes tras la Segunda Guerra Mundial.
Los Principios Rectores del Desplazamiento Interno Forzado, publicados por la Organización de las Naciones Unidas, mencionan que este tipo de migración se da como:“consecuencia habitual de experiencias traumáticas de conflictos violentos, violaciones manifiestas de los derechos humanos y causas similares en las que la discriminación tiene un papel significativo, generan casi siempre condiciones de sufrimiento y penalidad para las poblaciones afectadas.”
Varios países de Hispanoamérica han sufrido migración forzada o desplazamiento forzado, considerando que la esencia de este tipo de desplazamiento es que se da de forma involuntaria. La violencia que se vive en el Triángulo Norte de Centroamérica ha sido uno de los principales detonantes para que los habitantes de estos países decidan dejar su tierra para buscar mejores condiciones de vida. Tan solo en El Salvador, según Internal Displacement Monitoring Centre, al 2016 habían salido del país 220,000 personas a causa de conflictos relacionados con la violencia.

## Causas
Algunas causas que pueden dar origen a una migración forzosa son:
- Desastres naturales y artificiales: La existencia de un desastre puede desembocar en desplazamientos temporales o permanentes de población a otra área, estando integrada dicha migración en un escenario de supervivencia. Se incluyen en esta definición el vuelo, las evacuaciones, los desplazamientos o el re-asentamiento. El huracán Katrina dio lugar al desplazamiento de casi toda la población de la ciudad de Nueva Orleans, lo que causó en la comunidad y en el gobierno de la ciudad grandes cambios económicos y sociales. Otro fenómeno bien conocido es el de los proyectos de desarrollo que obligan a la emigración a la población del lugar escogido y a la de otros circundantes: ejemplos son la Presa de las Tres Gargantas en China y la migración de personas de Mirpur (Cachemira Azad) para la construcción de la presa de Mangla.[5] La expresión «refugiado medioambiental» se ha usado recientemente para designar a la población que se ha visto obligada a abandonar su tierra por catástrofes de tipo abiótico, físico o químico en su ecosistema, y han tenido que desplazarse a otra. Essam El-Hinnawi ha elaborado una clasificación por categorías dentro de este tipo, que son:

- Migraciones que buscan mejores condiciones de vida debido a tal deterioro de las condiciones ambientales que el plazo de recuperación puede ser indefinido, como puede ser el de la fertilidad del suelo.
- Migraciones en las que, pasada la perturbación, la población vuelve a su tierra. Un ejemplo es el Desastre de Bhopal.
- Migración permanente.[6]
- Tráfico humano: Desplazamiento conseguido mediante el engaño o la coacción con propósito de posterior explotación. Los datos sobre este tipo de migración forzosa son limitados, ya que las actividades en cuestión son de naturaleza clandestina. Para los migrantes masculinos, el destinos suelen ser la agricultura y la construcción; para las mujeres, la prostitución y la servidumbre. La Organización Internacional del Trabajo considera este tipo de tráfico como un delito contra la protección laboral que niega la oportunidad de utilizar los recursos propios humanos a cada país. El marco multilateral de la OIT incluye el principio nº11, que recomienda que: « Los gobiernos deben formular y aplicar, en consulta con los interlocutores sociales, medidas para la prevención de prácticas abusivas, del tráfico de migrantes y la trata de personas; y también deben trabajar en la prevención de la migración de trabajo irregular.»[7]
- Guerra civil y guerra en general.
- Huida por persecución (por razones políticas, sociales, étnicas, religiosas, etc.)